# 丰饶女神之柱
丰饶女神之柱（Colonna dell'Abbondanza）是意大利托斯卡纳大区佛罗伦萨的一根巨大的圆柱，位于共和广场。 

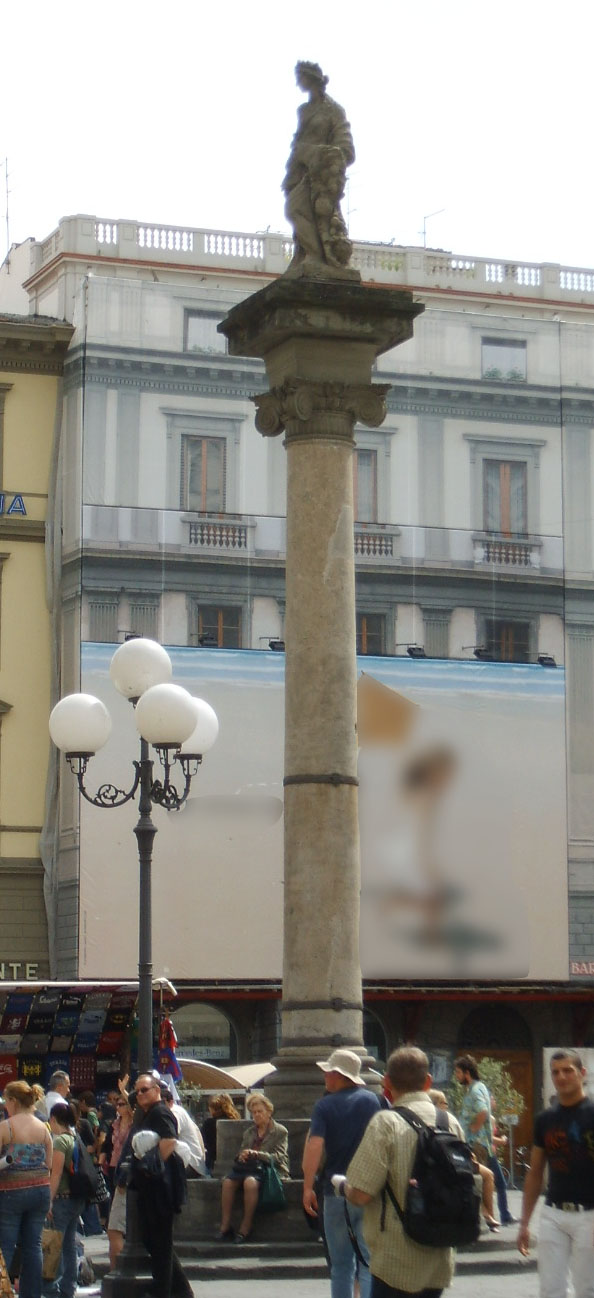

## 历史
该圆柱竖立于1430年至1431年，用厄尔巴岛的灰色花岗岩砌筑。其顶部为多纳泰罗的丰饶女神雕像，手持丰裕之角。此处原为古罗马时期城市的市中心十字路口，中世纪时为老市场。柱子上有两根链条，一根用来打开和关闭市场，另一根用来捆绑骗子以及公开羞辱破产的债务人。

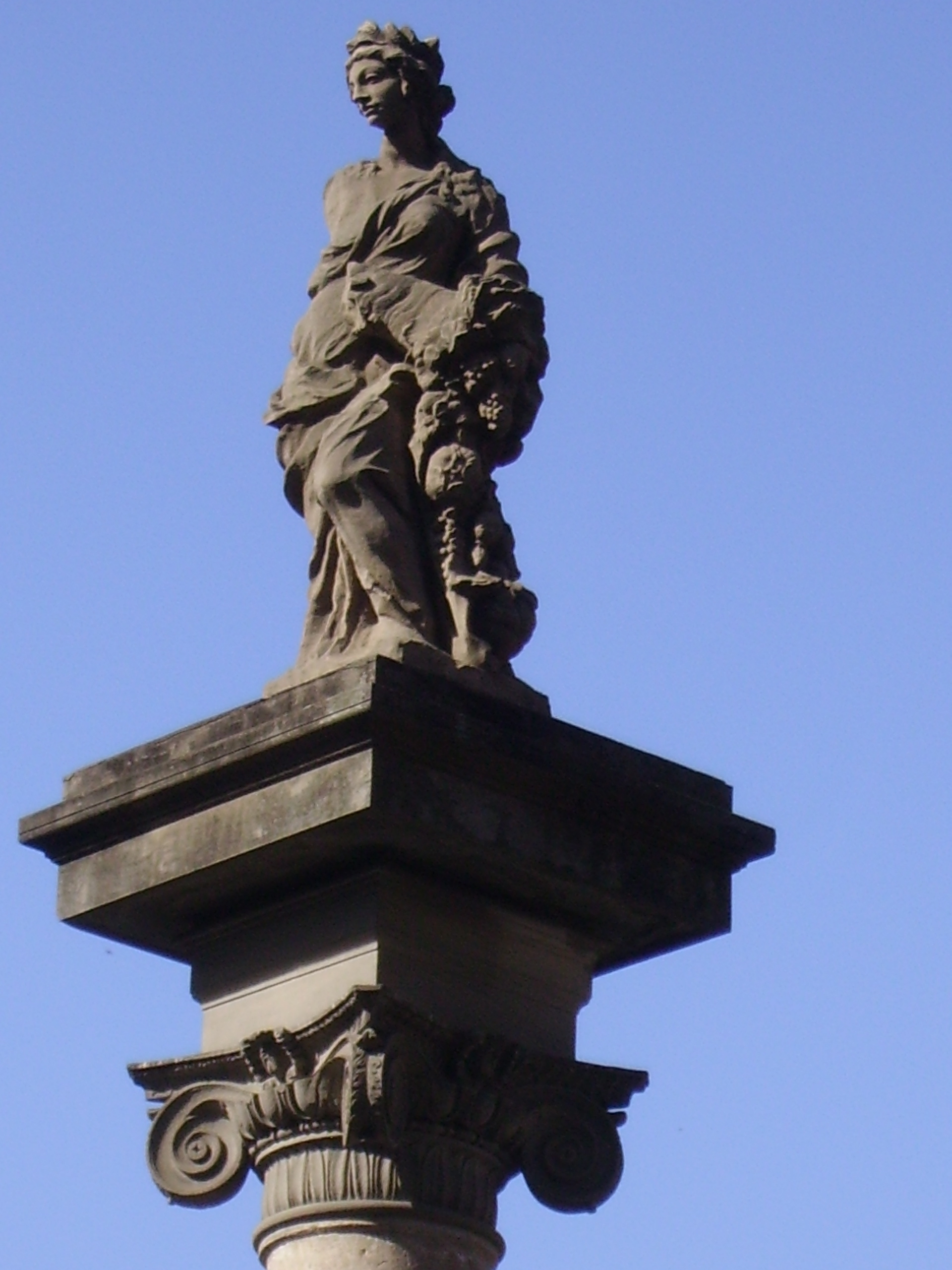

1721年，多纳泰罗雕像的头部跌落损毁，于是代之以Foggini 的大理石雕像。
1885年-1895年清理老市场时，圆柱被拆除，组件分别存放在不同地点。直到1956年，重新竖立该柱，雕像为复制品。